# Bill Sali
William T. „Bill” Sali (ur. 17 stycznia 1954) – amerykański polityk, członek Partii Republikańskiej. W latach 2007–2009 był przedstawicielem pierwszego okręgu wyborczego w stanie Idaho do Izby Reprezentantów Stanów Zjednoczonych.